# Mali leščur
Mali leščur (znanstveno ime Atrina fragilis) je morska školjka iz družine Pinnidae, ki je v Sloveniji zavarovana vrsta.

## Opis in biologija
Mali leščur je za velikim leščurjem druga največja školjka Jadranskega morja. Živi v globinah pod 25 m in je običajno do polovice svoje dolžine zakopan v sediment morskega dna. Od velikega leščurja je tanjši in širši in ima dokaj gladko lupino. V dolžino zraste od 30 do 48 cm.